# Хорунжее
Хорунжее (укр. Хорунже), село,
Сухининский сельский совет,
Богодуховский район,
Харьковская область.
Код КОАТУУ — 6320888117.
Присоединено к селу Скосогоровка в 1997 году .

## Географическое положение
Село Хорунжее находится на берегу реки Сухой Мерчик.
Выше по течению примыкает к сёлам Скосогоровка, Сахны и Замниусы,
ниже по течению на расстоянии в 1,5 км расположено село Александровка.
К селу примыкает большой садовый массив.

## История
- 1997 — присоединено к селу Скосогоровка [1].